# Uppskedika
Uppskedika är en by i Uppland, Hökhuvuds socken i Östhammars kommun som ligger längs med länsväg 288. Namnet uttolkas övre hamnen.